# Яркендский заяц
Яркендский заяц (лат. Lepus yarkandensis) — млекопитающее из рода зайцев отряда зайцеобразных.

## Описание
Один из самых миниатюрных представителей рода Lepus. Вес около 1,4 кг (1,1—1,9 кг). Голова и спина одинакового песчано-коричневатого цвета, в летнее время с розоватым оттенком, бока песчано-жёлтые, брюхо — белое. Хвост такого же цвета, как и спина, без чёрной окраски, типичной для многих зайцев. Как и у многих пустынных видов, у яркендского зайца очень большие уши. Они лишены чёрных кончиков, чем яркенский заяц отличается от других видов рода. Зимний мех заметно светлее. Подвиды отсутствуют.

## Распространение
Заселяет степные участки в бассейне реки Тарим по окраине пустыни Такла-Макан. В действительности ареал этого вида представляет кольцо, и в центральной части пустыни Такла-Макан яркендских зайцев нет. Эндемик Китая.

## Образ жизни

### Места обитания
Предпочитает заросли тамариска или островки туранги вдоль русел исчезающих в пустыне рек, берущих начало в горах.

### Питание
Питается травянистыми растениями, иногда может наносить урон сельскохозяйственным культурам, в том числе поедать дыни.

### Размножение
Известно мало. Размер выводка обычно 2, но могут быть выводки и по 5 зайчат. Беременных самок отмечали в мае, только что родившихся зайчат находили в сентябре, то есть период размножения охватывает всё лето, и, по-видимому, как и другие зайцы приносит несколько выводков за сезон.

## Численность
Охотничий вид. Численность достаточно велика. С 1958 по 1981 год ежегодно закупали у охотников около 10 000 шкурок, при этом никаких признаков сокращения численности не было. Пеший учётчик за 1 час мог увидеть до 20 зайцев и более. Однако численность может существенно сократиться при дальнейшем освоении и хозяйственном использовании пустыни.